# Batis (plant)
Batis is de botanische naam van een genus van twee soorten struikjes die voorkomen langs de kusten in de tropen, zowel in Amerika als in het Pacifische gebied, met één soort in Amerika, en één soort in Australië en omstreken. Het geslacht vormt in zijn eentje de familie Bataceae.

## Soorten
De twee soorten zijn:
- Batis argillicola P.Royen
- Batis maritima L.